# Wierzbna (Basses-Carpates)
Pour les articles homonymes, voir Wierzbna.
Wierzbna est une localité polonaise de la gmina de Pawłosiów, située dans le powiat de Jarosław en voïvodie des Basses-Carpates.